# Krageholm Strøm
Krageholm Strøm är ett sund i Danmark. Det ligger i Region Själland, i den sydöstra delen av landet, 80 km sydväst om Köpenhamn.
Sundet förbinder Karrebæk Fjord med Dybsø Fjord, två fjordar med anslutning till Smålandsfarvandet.